# Himno Nacional de Guatemala
Himno Nacional de Guatemala ist die Nationalhymne von Guatemala. Sie wurde von José Joaquín Palma (1844–1911) geschrieben. Die Musik stammt von Rafael Álvarez Ovalle aus dem Jahr 1897.

## Text
¡Guatemala feliz …! que tus aras

no profane jamás el verdugo;

ni haya esclavos que laman el yugo

ni tiranos que escupan tu faz.

Si mañana tu suelo sagrado

lo amenaza invasión extranjera,

libre al viento tu hermosa bandera

a vencer o a morir llamará.
(Refrain)
Libre al viento tu hermosa bandera

a vencer o a morir llamará;

que tu pueblo con ánima fiera

antes muerto que esclavo será.

De tus viejas y duras cadenas

tú forjaste con mano iracunda

el arado que el suelo fecunda

y la espada que salva el honor.

Nuestros padres lucharon un día

encendidos en patrio ardimiento

y lograron sin choque sangriento

colocarte en un trono de amor.
(Refrain)

Y lograron sin choque sangriento

colocarte en un trono de amor,

que de Patria, en enérgico acento,

dieron vida al ideal redentor.

Es tu enseña pedazo de cielo

en que prende una nube su albura,

y ¡hay de aquel que con ciega locura,

sus colores pretenda manchar!

Pues tus hijos valientes y altivos,

que veneran la paz cual presea,

nunca esquivan la ruda pelea

si defienden su tierra y su hogar.
(Refrain)

Nunca esquivan la ruda pelea

si defienden su tierra y su hogar,

que es tan sólo el honor su alma idea

y el altar de la patria su altar.

Recostada en un Ande soberbio,

de dos mares al ruido sonoro,

bajo el ala de grana y de oro

te adormeces del bello quetzal.

Ave indiana que vive en tu escudo,

paladión que protege tu suelo;

¡ojalá que remonte su vuelo,

más que el condor y el águila real!
(Refrain)
¡Ojalá que remonte su vuelo,

más que el cóndor y el águila real,

y en sus alas levante hasta el cielo,

Guatemala, tu nombre inmortal!

## Deutsche Übersetzung
Glückliches Guatemala! Nie mehr

Seien deine Altäre vom Peiniger entweiht

Nicht mehr gebe es Sklaven, die das Joch lecken

Nicht mehr gebe es Tyrannen, die dir ins Gesicht spucken

Wenn morgen dein Heiliger Boden

Von fremder Invasion bedroht wird

Wird, frei im Winde, deine schöne Fahne

Zum Sieg oder Tod aufrufen

Wird, frei im Winde, deine schöne Fahne

Zum Sieg oder Tod aufrufen

Möge dein Volk mit wildem Geist

Lieber sterben als Sklave zu sein

Aus deinen alten und harten Ketten

Hast du mit zorniger Hand geschmiedet

Den Pflug, der den Boden düngt,

Und das Schwert, das die Ehre schützt

Eines Tages kämpften unsere Väter

Brennend vor nationaler Gut

Und das ohne blutigen Auseinandersetzungen

Um dich auf einem Thron der Liebe zu platzieren

Und das ohne blutigen Auseinandersetzungen

Um dich auf einem Thron der Liebe zu platzieren

Welches aus dem Vaterlande im energischen Fokus

Das erlösende Ideal zum Leben erweckte

Deine Fahne ist ein Stück Himmel

In dem eine Wolke ihr Weiß fängt

Und wehe der, der mit blinden Wahnsinn

Ihre Farben zu beschmutzen versucht!

Denn deine tapferen und stolzen Kinder

Die den Frieden als Preis verehren

Weichen niemals vor dem harten Kampf

Wenn sie ihr Land und ihre Heimat verteidigen

Weichen niemals vor dem harten Kampf

Wenn sie ihr Land und ihre Heimat verteidigen

Möge nur Ehre ihre ehrwürdige Idee sein

Und der Altar des Vaterlandes ihr Altar

Auf den herrlichen Anden liegend

Von zwei Meeren bis zum sonoren Rauschen

Unter dem Flügel vom Scharlachrot und Gold

Schläfst du zum wunderschönen Quetzal

Ein indianischer Vogel, der auf deinem Wappen lebt

Ein Palladium, das deinen Boden schützt

Möge es seinen Flug nehmen

Mehr als der Kondor und der Steinadler!

Möge es seinen Flug nehmen

Mehr als der Kondor und der Steinadler,

Und auf seinen Flügeln zum Himmel emporsteigen,

Guatemala, dein unsterblicher Name!